# Beňadín
Beňadín je potok na Středním Pováží, v západní části okresu Púchov. Je to pravostranný přítok Biele vody, měří 10,4 km a je vodním tokem IV. řádu.

## Pramen
Pramení v Javorníkách na jižním svahu Makyty (923,3 m n. m.), v lokalitě Červená věža, v nadmořské výšce přibližně (695 m n. m. nedaleko od česko-slovenské státní hranice.

## Směr toku
Na horním toku teče severojižním směrem, od osady Dešná teče jihojihovýchodním směrem. Přibližně od soutoku s potokem Lysky se stáčí a pokračuje na východ, přičemž se až k ústí vícenásobně vlní.

## Geomorfologické celky
- Javorníky, podcelek Vysoké Javorníky, části:
  - Lazianska vrchovina
  - Lysianska brázda

## Přítoky
- pravostranné: přítok ze severovýchodního svahu Kýčery (804,2 m n. m.), přítok z jihovýchodního svahu Kýčery, Backárov potok, krátký přítok (441,4 m n. m.) z jihovýchodního svahu Plané hory (629,9 m n. m. ), Dešnianka, Rôtovský potok, přítok z osady Moravčíkovci, Lysky, Barnov potok, přítok ze severního svahu Kýčery, přítok pramenící východně od osady Luliakovci, Zálučie
- levostranné: přítok zpod kóty 805,3 m, přítok od samoty Mišová, přítok z jižního svahu vrchu Paseky (710,2 m n. m.), krátký přítok od osady Kucejovci, přítok od osady Šústové, krátký přítok z jihovýchodního svahu Kopanice (600,4 m n. m.), přítok z východního svahu Kopanice, přítok z osady Okrajkovci

## Ústí
Beňadín se vlévá do Biele vody na území obce Lúky, severozápadně od středu obce, v nadmořské výšce 342,9 m n. m.

## Obce
- osada Beňadín
- osada Dešná
- Lysá pod Makytou (intravilán obce a další osady)